# Scrupolosità
La scrupolosità è un disturbo psicologico caratterizzato principalmente da senso di colpa patologico o ossessione relativa a questioni morali o religiose. È accompagnata da osservanza morale o religiosa compulsiva, o paura religiosa, ed è altamente angosciante. Ne soffrono persone di tutti i diversi ceti sociali e pratiche religiose, comprese persone che non hanno una pratica religiosa.
È tipicamente classificata come una sotto forma o un sintomo del disturbo ossessivo-compulsivo (DOC), sebbene questa categorizzazione sia empiricamente discutibile.. 
Potrebbe essere considerato come la conseguenza dell'interazione tra religiosità, conflitti religiosi interni, distorsioni cognitive associate all'elaborazione del pensiero e all'autoreferenzialità e infine all' ossessività. 

## Caratteristiche
Nella scrupolosità, le ossessioni di una persona si concentrano su paure morali o religiose, come la paura di essere una persona malvagia o la paura della punizione divina per il peccato. Sebbene possa colpire persone non religiose, di solito è legato alle credenze religiose.
A differenza della normale pratica religiosa, il comportamento scrupoloso di solito supera o ignora la legge religiosa e può concentrarsi eccessivamente su un'area della pratica religiosa mentre altre aree possono essere completamente ignorate. Il disturbo ossessivo compulsivo può mascherarsi come un comportamento religioso zelante tuttavia questo comportamento eccessivo è caratterizzato dal tentativo di alleviare l'ansia causata da le ossessioni. Il disturbo ossessivo compulsivo non è mai utile e può creare barriere alla pratica delle proprie tradizioni religiose e porta a compromissione funzionale es evitare l'adorazione, perdere il lavoro, isolarsi dai propri cari e provare estremo disagio in situazioni in cui gli altri potrebbero sentirsi sereni o calmi.

## Trattamento
Note autorità religiose cattoliche si sono occupate del problema della scrupolosità religiosa, in particolare il fondatore dei Gesuiti, Sant'Ignazio di Loyola, e quello dei Redentoristi, Sant'Alfonso Maria de' Liguori, i quali iniziarono a suggerire delle tecniche e una direzione spirituale specifica per aiutare gli scrupolosi a gestire questo disturbo
Il problema è stato affrontato anche da altre comunità religiose come ebrei, musulmani, protestanti. Martin Lutero probabilmente soffriva del disturbo.
Dal 1964, una parte molto importante della missione dei Redentoristi negli USA è l'assistenza a coloro che sono affetti da scrupolosità, nella forma religiosa di Disturbo Ossessivo Compulsivo (DOC). Il supporto viene fatto attraverso diverse pubblicazioni e più recentemente anche mediante una direzione spirituale, personale o di gruppo, con il portale "Managing Scrupulosity" (Gestione della scrupolosità). Il servizio è offerto anche ai sacerdoti/religiosi per formarli sul tema della scrupolosità.
Nel libro Understanding Scrupulosity: Questions and Encouragement(Comprensione della Scrupolosità: domande e incoraggiamento) p. Thomas Santa affronta le preoccupazioni relative al peccato, ai pensieri, ai sogni, alle fantasie e alla sessualità, nonché alla confessione, all'autostima, alla preghiera e grazia di Dio. La terza edizione include nuovi capitoli sull'identificazione e la comprensione dei comportamenti associati alla scrupolosità e spiega le scoperte dell'ultimo decennio su come trattarla. Quando la scrupolosità è emotivamente radicata, l'aiuto professionale è essenziale.
Per la maggior parte dei malati, l'esperienza della scrupolosità è descritta come "pensieri che non possono essere rimossi". È stata anche descritta come "mille fantasie spaventose" o come "costruzione di una ragnatela nella mente". Altri descrivono l'afflizione come costantemente e inesorabilmente "punzecchiato da uno spillo".
Nel suo libro A Thousand Frighties Fantasies,anche lo psicologo William Van Ornum ha documentato i loro sentimenti di angoscia e sofferenza e ha proposto delle nuove tecniche comportamentali. Nel libro di psicologia e teologia pastorale The Doubting Disease, lo psichiatra Joseph Ciarrocchi, pioniere negli studi sulla scrupolosità, ha fornito diverse indicazioni su come affrontarla.
Sono disponibili poche evidenze sull'uso di farmaci per trattare la scrupolosità. Sebbene i farmaci serotoninergici siano spesso utilizzati per il trattamento del disturbo ossessivo-compulsivo,  gli studi sul trattamento farmacologico della scrupolosità sono ancora scarsi.
Il trattamento della scrupolosità nella psicoterapia è simile a quello per altre forme di disturbo ossessivo-compulsivo.
L'Esposizione con Prevenzione della Risposta (ERP), una forma di psicoterapia cognitivo-comportamentale, è ampiamente utilizzata per il DOC in generale e può essere promettente in particolare per la scrupolosità.  L'ERP si basa sull'idea che un'esposizione deliberata e ripetuta a stimoli ossessivi diminuisce l'ansia e che evitando i rituali abbassi l'impulso a comportarsi in modo compulsivo. Ad esempio, mediante l’ERP ad una persona ossessionata da pensieri blasfemi mentre legge la Bibbia, viene richiesto di continuare a praticare la lettura della Bibbia. Tuttavia, l'ERP è considerevolmente più difficile da implementare nel caso della scrupolosità rispetto ad altri disturbi di DOC, poiché la scrupolosità spesso è legata a questioni spirituali che non sono situazioni e oggetti specifici. Ad esempio, l'ERP non è realizzabile per un uomo ossessionato da sentimenti che Dio lo ha respinto e lo sta punendo e non deve essere oggettivamente in contrasto con la morale del paziente. Quindi nel caso della scrupolosità religiosa è richiesto un supporto professionale specifico. Dal punto di vista psicoterapeutico quando l'ERP non è fattibile può essere appropriata la terapia cognitiva. Il trattamento per la scrupolosità può anche includere la consultazione dei leader della tradizione religiosa del paziente.L'obiettivo del trattamento è di districare il disturbo ossessivo compulsivo dai valori religiosi e morali del malato in modo che possa vivere una vita coerente con le proprie convinzioni e valori, non adulterato dal disturbo ossessivo compulsivo.
Altre strategie terapeutiche consistono nel far notare le contraddizioni tra i comportamenti compulsivi e gli insegnamenti morali o religiosi, o ristrutturare cognitivamente il pensiero stesso; da secoli le figure religiose hanno suggerito strategie simili all'ERP. La consulenza religiosa è utile a correggere le credenze distorte associate al disturbo.
I pazienti con scrupolosità, hanno bisogno di comprendere chiaramente le differenze tra una “pratica religiosa normale” e una “patologica”, e deve essere chiarito con il paziente che l’unico scopo del trattamento è quello di ripristinare un sereno e normale rapporto con la propria religiosità».

### Risorse
Gestire la scrupolosità (blog educativo)

## Epidemiologia
La prevalenza della scrupolosità è speculativa. I dati disponibili non consentono stime affidabili e le analisi disponibili ignorano principalmente le associazioni con l'età o il sesso e non hanno affrontato in modo affidabile le associazioni con la zona geografica o l'etnia delle persone che ne soffrono. I dati disponibili suggeriscono che la prevalenza del disturbo ossessivo-compulsivo non differisce in base alla cultura. Non è stata dimostrata alcuna associazione tra disturbo ossessivo compulsivo e profondità delle credenze religiose, sebbene i dati siano scarsi. Attualmente non ci sono prove che colleghino la scrupolosità a una religione specifica